# Landebaëron
Landebaëron (bret. Landebaeron) – miejscowość i gmina we Francji, w regionie Bretania, w departamencie Côtes-d’Armor.
Według danych na rok 1990 gminę zamieszkiwały 183 osoby, a gęstość zaludnienia wynosiła 28 osób/km² (wśród 1269 gmin Bretanii Landebaëron plasuje się na 1001. miejscu pod względem liczby ludności, natomiast pod względem powierzchni na miejscu 964.).